# 木厂口镇
木厂口镇，是中华人民共和国河北省唐山市迁安市下辖的一个乡镇级行政单位。

## 行政区划
木厂口镇下辖以下地区：
木厂口村、杨纪庄村、佛峪院村、田家店村、小张庄村、曹庄子村、宗佐村、老爷庙村、松汀村、白龙港村、护国村、北营村、刘新庄村、景家峪村、红石峪村、娄子峪村、水泉村、榆山村和马各庄村。